# Kanzelwand

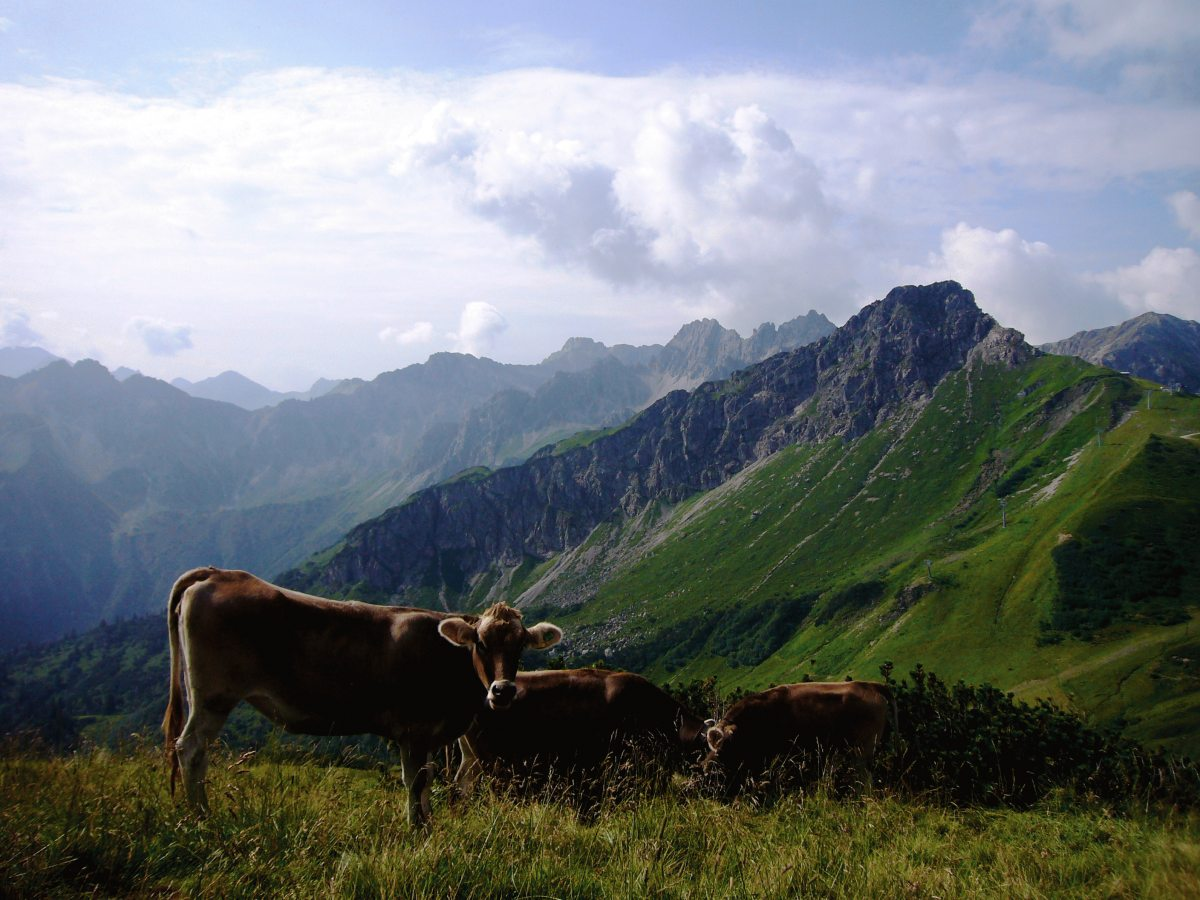
Ansicht aus Norden

Die Kanzelwand (auf der bayerischen Seite früher amtlich Warmatsgundkopf) ist ein 2058 m (nach österreichischer Vermessung: 2059 m ü. A.)
hoher Nebengipfel der Oberstdorfer Hammerspitze in den Allgäuer Alpen, über den die Grenze zwischen dem deutschen Bayern und dem österreichischen Vorarlberg verläuft.

## Lage und Umgebung
Die Kanzelwand erhebt sich zwischen dem österreichischen Kleinwalsertal mit dem Ort Riezlern im Westen und dem bayerischen Birgsautal im Osten. Nachbarberg im Norden ist das 2039 m hohe Fellhorn, im Süden liegt der 2170 m hohe Walser Hammerspitze (vormals Schüsser), eine Kammerhebung der Oberstdorfer Hammerspitze. Die Kanzelwand ist aus Hauptdolomit aufgebaut und fällt nach Norden hin mit einer steilen Felswand ab, ansonsten ist sie von steilen Grashängen geprägt.

## Wege zum Gipfel
Der Gipfel ist am einfachsten mit der Kanzelwandbahn von Riezlern aus zu erreichen, die Anstiegszeit von der Bergstation beträgt nur etwa 20 Minuten. Zu Fuß kann die Kanzelwand als leichte Bergwanderung von Riezlern, vom Stillachtal oder von der Bergstation der Seilbahn zum Fellhorn aus bestiegen werden.
Zudem befindet sich an der Kanzelwand der 2-Länder-Sportklettersteig, ein Klettersteig im Schwierigkeitsgrad C–D (schwierig bis sehr schwierig). Mit einer Länge von 550 Metern in einer senkrechten Wand ist er in Bezug auf kletterisches Können der anspruchsvollste Klettersteig im Bereich Oberstdorf/Kleinwalsertal. Der Klettersteig beansprucht eine Durchgangszeit von etwa 60–120 Minuten, wobei man für die Einsteiger-Variante zum Kanzelwand-Gipfel mit 200 Metern nur etwa 15–30 Minuten benötigt. Der Ausgangspunkt ist bei beiden Varianten jeweils die Bergstation der Kanzelwandbahn.

## Skigebiet
Es besteht ein Liftverbund zur Fellhornbahn. Das grenzüberschreitende Skigebiet Fellhorn/Kanzelwand verfügt über insgesamt 24 Pistenkilometer und 14 Liftanlagen.

## Namensherkunft
Die erste Erwähnung der Kanzelwand erfolgte im Jahr 1783 als Gunt B. in Blasius Huebers Vorarlbergkarte. In der Grenzbeschreibung Bayerns aus dem Jahr 1844 heißt es: über den Warmatsgundkopf, auch Kanzelwand genannt.
Die Benennung als Kanzelwand ist auf ihre Form zurückzuführen: Der Ostgrat verläuft in regelmäßigen Felsstufen zum Gipfel, was den Vergleich mit einer Kirchenkanzel nahelegt. Wegen der im Norden und Osten angrenzenden Warmatsgundalpe könnte die Namensherkunft auf dieser Seite auch vom althochdeutschen Namen „Warmunt“ her kommen.
Ein anderer Ursprung könnte der Ausdruck „warme Atze“ sein, der so viel bedeutet wie „warme Weide“.